# خطابه (کتاب)
فنِّ خطابه یا در بابِ بلاغت یا ریطوریقا (به یونانی: Ῥητορική) (به لاتین: Ars Rhetorica) رساله‌ای از ارسطو در هنرِ اقناع است، که در قرنِ چهارم پیش از میلاد نگاشته شده است. این یکی از دو کتابی است که شارحانِ ارسطو به ارغنونِ او افزوده‌اند.

## ترجمه
ابن‌ندیم به ترجمهٔ اسحاق بن حنین و ترجمهٔ ابراهیم بن عبدالله از این کتابِ ارسطو اشاره کرده‌است. ریطوریقای ارسطو از کتاب‌هایی است که فارابی تفسیر کرده‌است. مسلمانان نیز در تبیین و شرح این کارِ ارسطو کوشیده و، تقریباً بدون دخل و تصرف، مباحثش را پذیرفتند.

### به فارسی
جدیدترین ترجمهٔ فارسیِ ریطوریقا سالِ ۱۳۹۲ با عنوانِ خطابه (ترجمهٔ اسماعیل سعادت) منتشر شد.